# Rot-Weiss Essen 1955-1956
Questa voce raccoglie le informazioni riguardanti il Rot-Weiss Essen nelle competizioni ufficiali della stagione 1955-1956.

## Avvenimenti
La società non disputa l'Oberliga 1955-1956 ma partecipa alla prima edizione della Coppa dei Campioni: i tedeschi vengono eliminati dall'Hibernian per 5-1.

## Organico 1955-1956

### Rosa
| N. |                     | Ruolo | Calciatore       |
| -- | ------------------- | ----- | ---------------- |
|    | Germania (bandiera) | P     | Fritz Herkenrath |
|    | Germania (bandiera) | D     | Joachim Jänisch  |
|    | Germania (bandiera) | D     | Willi Köchling   |
|    | Germania (bandiera) | D     | Fritz Schaffner  |
|    | Germania (bandiera) | D     | Heinz Wewers     |
|    | Germania (bandiera) | D     | Walter Zastrau   |
|    | Germania (bandiera) | C     | Willi Grewer     |
|    | Germania (bandiera) | C     | Paul Jahnel      |
|    | Germania (bandiera) | C     | Kurt Roetger     |

| N. |                        | Ruolo | Calciatore         |  |
| -- | ---------------------- | ----- | ------------------ |  |
|    | Germania (bandiera)    | C     | Vitus Sauer        |  |
|    | Germania (bandiera)    | A     | Fritz Abromeit     |  |
|    | Germania (bandiera)    | A     | Franz Islacker     |  |
|    | Germania (bandiera)    | A     | Helmut Rahn        |  |
|    | Paesi Bassi (bandiera) | A     | Fred Röhrig        |  |
|    | Germania (bandiera)    | A     | Josef Seemann      |  |
|    | Germania (bandiera)    | A     | Günther Steffens   |  |
|    | Germania (bandiera)    | A     | Willi Vordenbäumen |  |